# オッペンハイム反射
オッペンハイム反射（英: Oppenheim reflex, Oppenheim's sign）とは、脊髄を反射弓とする脊髄反射のひとつであり、正常時には現れない病的反射である。錐体路障害を示唆するものとして信頼度が高い。バビンスキー反射の変法のひとつである。
ドイツの神経学者、ヘルマン・オッペンハイム（en）によって発見された。
オッペンハイム反射が現れる、つまりオッペンハイム反射陽性のことをオッペンハイム現象とも言う。

## 反射の概要
- 下腿の脛骨内側縁を母指でそって上から下に向かってこする。
- 母指が背屈する。